# Hino nacional das Antilhas Neerlandesas
O hino nacional das Antilhas Neerlandesas esteve em vigor entre o ano 2000 e 2010. Não tinha título, e foi escrito por Zahira Hiliman.

## Letra
Sinku prenda den laman, e islanan di nos,
dòrnando e korona di un aliansa ideal.
Ounke hende i kultura tur koló nan tin, nos mes a
forma un famia den tur libertad.
Cavalete:
Pesei nos tur ta alsa bos ku amor i den union
Refrão:
Antia Neerlandes, bunitesa sin igual
Ku orguyo mi ta defendé mi patria tan stimá.
Antia Neerlandes, p'abo tur mi lealtat.
Pa semper lo mi keda fiel, pais bendishoná
Un shelu semper kla, laman ta invitá, e islanan ta
wowo dje kadena di unidat Idiomanan distinto, papiá
Ku komprenshon, mes ternura: "Sweet antilles"
"Dushi Antia ta".
Ser parti di nos tera, ta orguyo sin midí
Antia Neerlandes stimá, ku tur sinseridat,
Pues nos ta rearfimá ku amor i dignidat,
ku, dios dilanti, nos ta sirbi huntu nos pais.